# Khmeimim
Khmeimim o Humaymim (àrab: حُمَيْمِيم, romanitzat: Ḥumaymīm) és un poble sirià del districte de Jableh a la governació de Latàkia. Segons l'Oficina Central d'Estadística de Síria (CBS), Khmeimim tenia una població de 3.701 en el cens de 2004.
En el seu terme es troba la base aèria de Khmeimim.